# Chung Hae-won
Chung Hae-won (en coreano: 정해원, romanizado: 丁海遠, Corea del Sur, 1 de julio de 1959-Goyang, Corea del Sur, 1 de mayo de 2020) fue un futbolista y entrenador de fútbol de Corea del Sur que jugó en la posición de delantero.

## Carrera

### Club
A nivel universitario jugó con la Universidad Yonsei, con la que ganó un título en 1980. Jugó toda su carrera profesional con el Daewoo Royals de 1983 a 1991 con quien anotó 34 goles en 147 partidos, ganó cuatro campeonatos nacionales y dos títulos internacionales.

### Selección nacional
Con la selección juvenil ganó el Campeonato Juvenil de la AFC 1978 en Bangladés, y con la selección absoluta jugó de 1980 a 1990 con la que anotó 22 goles en 65 partidos, participó en los Juegos Olímpicos de Seúl 1988, la Copa Mundial de Fútbol de 1990 y en dos ediciones de la Copa Asiática. Ganó la Copa de Naciones Afroasiáticas de 1987.

### Entrenador
Dirigió al Daewoo Royals en 1994.

## Logros

### Club
Yonsei University
- Korean President's Cup: 1980[5]

Daewoo Royals
- K League 1: 1984, 1987, 1991
- Korean National Championship: 1989
- Asian Club Championship: 1985–86
- Copa Afroasiática: 1986

### Selección nacional
Corea del Sur U20
- AFC Youth Championship: 1978

Corea del Sur
- Copa de Naciones Afroasiáticas: 1987[6]

### Individual
- Mejor jugador de la Korean President's Cup: 1980[5]
- Goleador de la Korean President's Cup: 1980[5]
- Equipo Ideal Coreano: 1980, 1981, 1986, 1987, 1988[7][8][9][10][11]
- Estrellas Asiáticas de la AFC: 1982[12]
- Equipo Ideal de la K League 1: 1986, 1987[13][14]
- Goleador de la K League 1: 1986[15]
- Mejor Jugador de la K League 1: 1987[16]
- Equipo Ideal de la AFC Asian Cup: 1988[17]